# أرسين لامبرت
أرسين لامبرت هو كاتب وسياسي فرنسي، ولد في 23 يونيو 1834 في كاري بلوغي في فرنسا، وتوفي في 11 يناير 1901 في باريس في فرنسا. انتخب عضو مجلس الشيوخ في الجمهورية الفرنسية الثالثة ‏ عن دائرة فنستير (28 يناير 1900 – ).